# 유니스피어

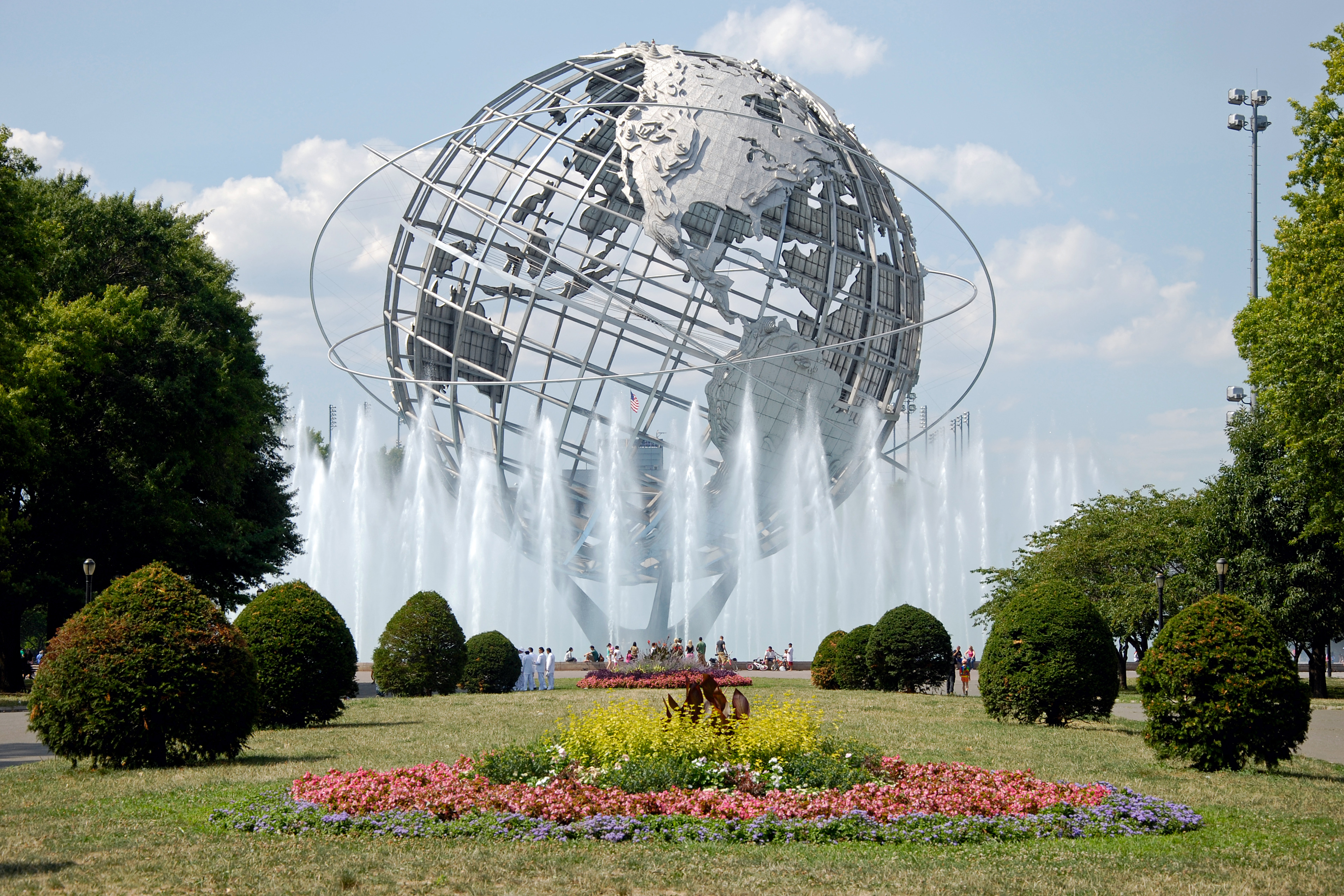
유니스피어

유니스피어(Unisphere)는 뉴욕 퀸스 플러싱 메도스 코로나 파크에 위치한 지구 모형 랜드마크이다. 1964년부터 1965년에 걸쳐 개최된 박람회의 테마 심볼로 만들어졌다. 길모어 D. 클라크가 디자인하였다. 현재 유니스피어는 퀸스의 비공식적으로 상징으로 알려져있다.